# Rostkronad motmot
Rostkronad motmot (Momotus mexicanus) är en fågel i familjen motmoter inom ordningen praktfåglar. Den förekommer i norra Centralamerika. IUCN kategoriserar arten som livskraftig.

## Utseende
Rostkronad motmot är en vackert blågrön fågel med rostfärgad hjässa och en svart ögonmask med violett anstrykning. De mellersta stjärtfjädrarna är förlängda med bara skaft och längst ut spatelformad spets.

## Utbredning och systematik
Rostkronad motmot förekommer i Centralamerika i Mexiko och Guatemala. Den delas in i fyra underarter med följande utbredning:
- Momotus mexicanus vanrossemi – förekommer i nordvästra Mexiko (södra Sonora till närliggande Chihuahua och Sinaloa)
- Momotus mexicanus mexicanus – förekommer i norra och centrala Mexiko
- Momotus mexicanus saturatus – förekommer i sydvästra Mexiko (Oaxaca och Chiapas)
- Momotus mexicanus castaneiceps – förekommer i arida områden i Guatemala (Zacapaslätten och Motaguadalen)

## Levnadssätt
Rostkronad motmot är rätt vanlig men lätt förbisedd i tropiska låglänta områden och lägre bergstrakter. Den hittas i torra skogar, skogslandskap och halvöppna områden med större träd, även trädgårdar. Fågeln ses ofta sitta tystlåten och vippa på stjärten från sida till sida.

## Status och hot
Arten har ett stort utbredningsområde, men tros minska i antal, dock inte tillräckligt kraftigt för att den ska betraktas som hotad. Internationella naturvårdsunionen IUCN listar därför arten som livskraftig (LC). Beståndet uppskattas till i storleksordningen 50 000 till en halv miljon vuxna individer.